# Wörth an der Donau
Wörth an der Donau es una ciudad situada en el distrito de Ratisbona, en el estado federado de Baviera (Alemania), con una población a finales de 2016 de unos 4743 habitantes.
Se encuentra ubicada en el centro del estado, en la región de Alto Palatinado, a la orilla del Río Danubio y cerca de la ciudad de Ratisbona.